# 杨宏科
楊宏科（1560年—1616年），字融博，號意白，浙江余姚人，竈籍，明朝政治人物。

## 生平
府学生，考中万历十三年（1585年）乙酉科浙江乡试第七十六名举人，萬曆十四年（1586年）联捷丙戌科会试九十名，廷试三甲二百十九名进士。都察院观政。十五年四月授江西新建县知县。
二十年十月授任江西道监察御史，曾署理山西、陕西、河南三省盐务，二十三年巡按贵州，丁憂歸。二十七年補原职，本年辽东巡按，二十九年直隶真定府等府巡按，三十一年九月提督南直隶（南京）学政。三十五年闰六月升大理寺右寺丞，三十七年三月升右少卿，三十九年八月轉左少卿。丁憂歸，四十四年卒。

## 家族
出自余姚泗门双桥杨氏。曾祖杨宗道。祖父楊九韶，登嘉靖三十二年（1553年）癸丑进士，官知县，故有“祖孙进士、风纪褒纶”之谓。父杨召，生员。生母何氏，继母沈氏。严侍下。弟宏材（生员）、宏第、宏轍、宏輗、宏軏、宏仁、宏義、宏星、宏望。

## 著作
- 《江西通志》[5]